# March (Royaume-Uni)
Pour les articles homonymes, voir March.
March est une ville du district de Fenland dans le Cambridgeshire, en Angleterre.

## Jumelage
- Saint-Jean-de-Braye (France) depuis 1993[1]

## Personnalités
- Martin Peerson
- Louise Hazel